# Погруддя Констанци Бонучеллі
Погруддя Констанци Бонучеллі (італ. Busto di Costanza Bonarelli) — уславлений жіночий портрет роботи скульптора Лоренцо Берніні (1598—1680).

## Передісторія
Завдяки перебуванню у Флоренції погруддя жінки було відоме давно. Але модель та її життєвий шлях довгий час залишались маловідомими. Лише дослідження у ХХ столітті додали важливі факти до життєпису Констанци.
Констанца була дружиною Маттео Бонучеллі, римського художника і помічника в численній майстерні Лоренцо Берніні. Ймовірно, вона відрізнялась незалежним характером у молоді роки, бо відомо, що надавала перевагу своєму дошлюбному прізвищу Пікколоміні. Було уточнене і її прізвище в шлюбі: вона не Бонареллі, а Бонучеллі.
Їхній пристрасний роман з Берніні закінчився скандалом і арештом одруженої жінки, котру запроторили у тюрму. Аби запобігти подальшим неприємностям, у справу адюльтеру втрутився сам Папа Римський. Констанца відбула тюремне покарання терміном у чотири місяці.
На відміну від більшості римських жінок, Констанца була письменною. Відомі її листи до чоловіка з благанням про поміч. Тим часом мати Лоренцо Берніні, Анжеліка Галанте, була все життя неписьменною і ставила хрест у присутності свідків під важливими документами.
В Римі дивним чином збереглися до кінця 20 ст. і вулиця в історичній частині міста, і будинок, де мешкала Констанца.

## Опис твору
Погруддя має всі ознаки твору, зробленого для себе. Молода пані подана в побутовій ситуації, про котру свідчать трохи розпатлане волосся зачіски і розстебнутий комір її сукні. Обличчя зберігає трохи здивований вираз, вуста відкриті і пані наче продовжує тривале спілкування з невідомим. Але цей невідомий входить до довірених осіб, якщо пані дозволяє собі з'являтися на його очі у такому непарадному стані. Смілива щирість портрету була незвичною і для творів Берніні, і для скульптурних портретів 17 століття, тим паче жіночих, що демонстрували побожність і скромність.
Погруддя Констанци надзвичайно контрастувало з низкою офіційних, гордовито парадних, аристократично замкнених портретів того ж Берніні та майстрів-помічників його римської майстерні.

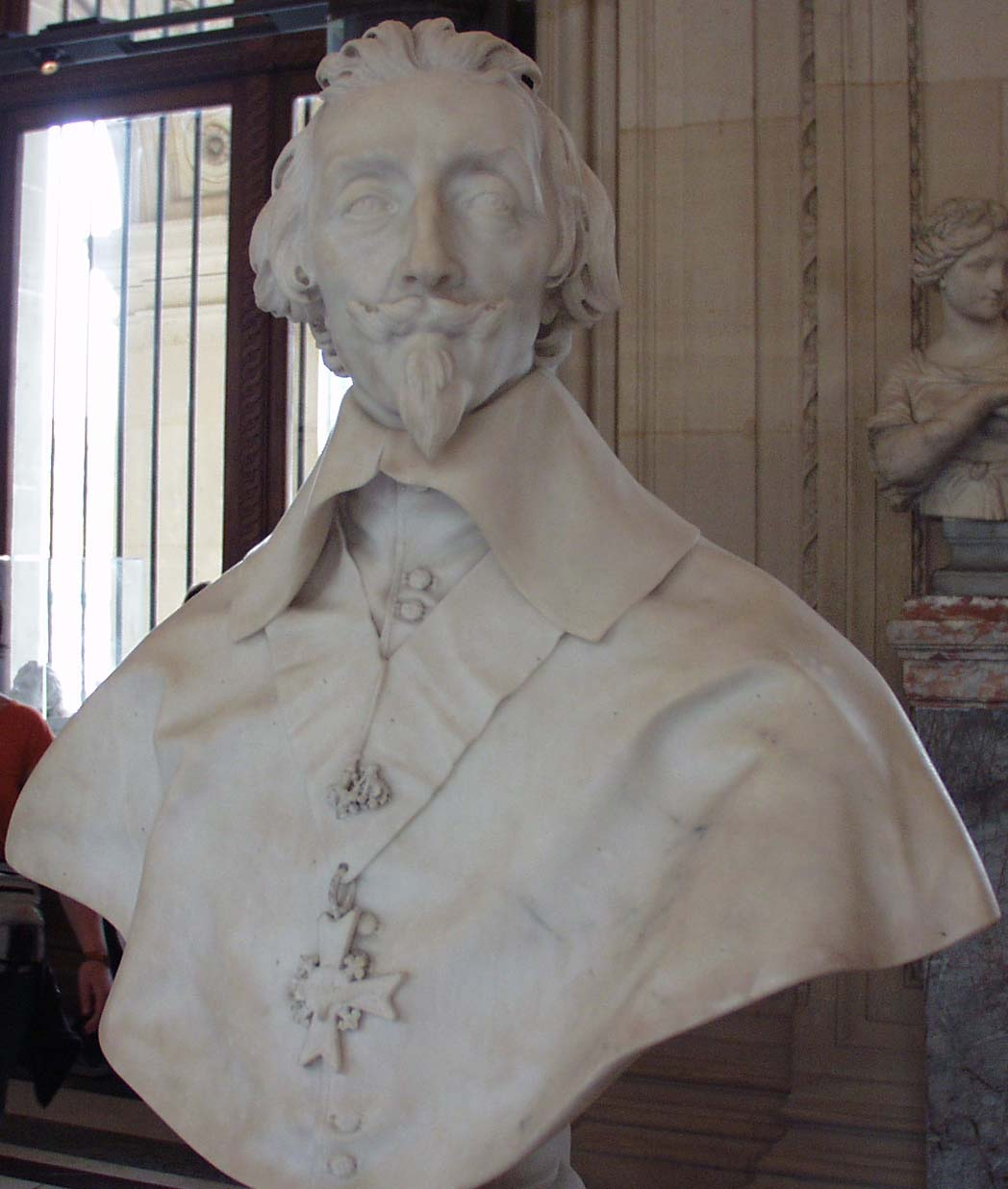
« Погруддя кардинала Рішельє (Берніні) ». Лувр, Париж.
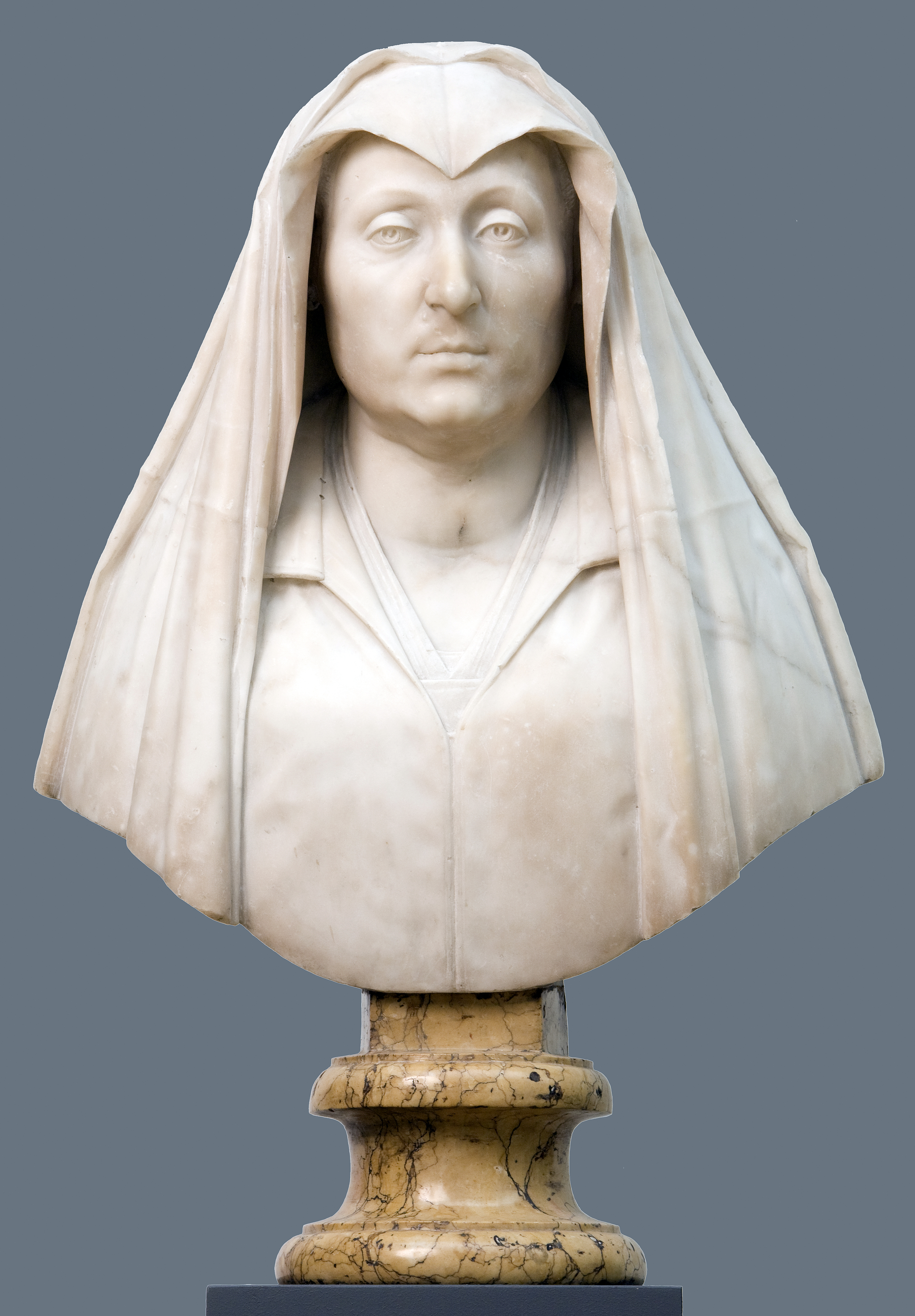
Л. Берніні. «Камілла Барбадорі», мати папи римського Урбана VIII. Державний музей мистецтв (Копенгаген)
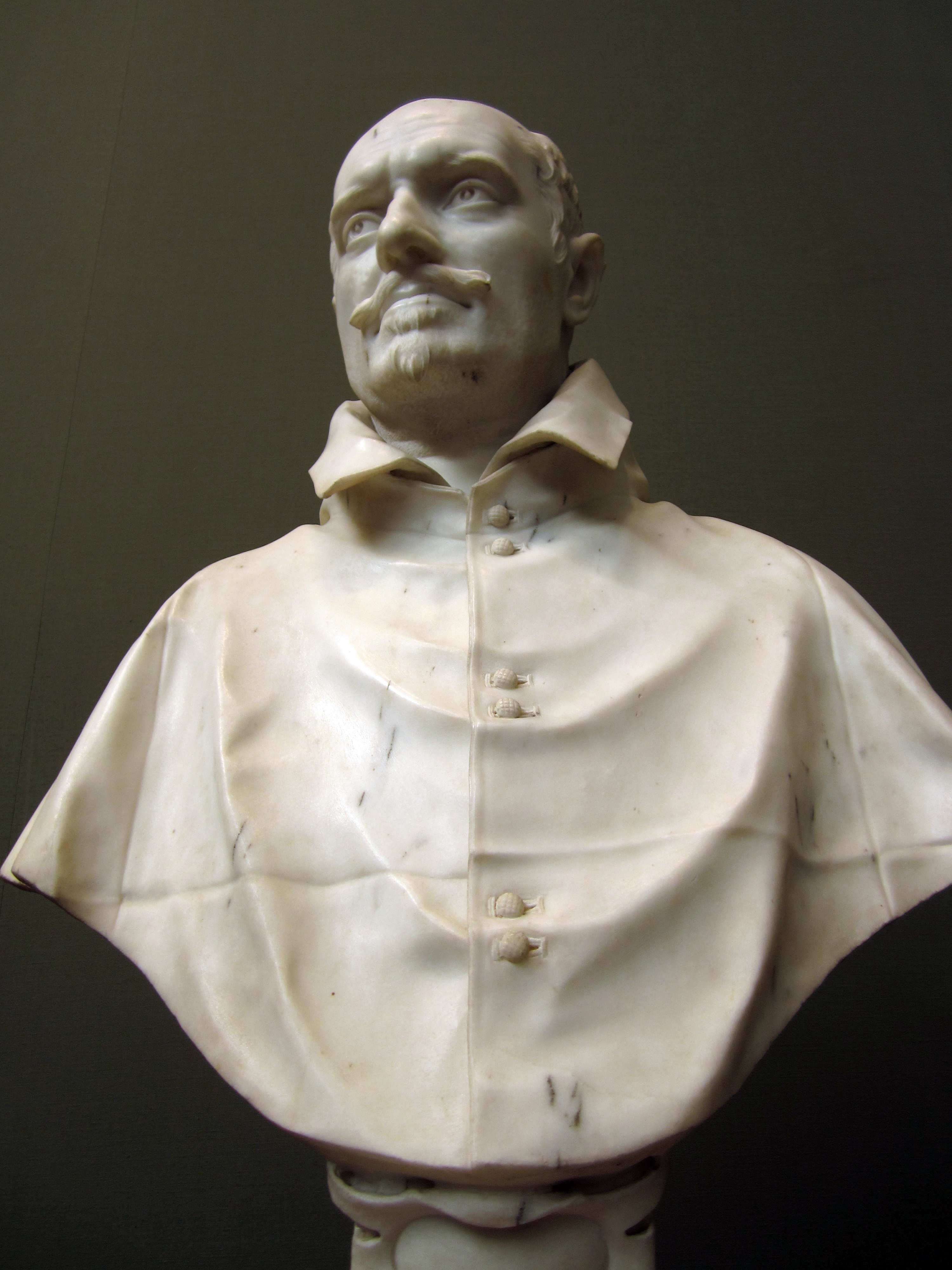
Л. Берніні. «Кардинал Монтальто», Кунстхалле, Гамбург. Німеччина

## Маловідомий провенанс
Погруддя тривалий час залишалось у володінні скульптора. Через рік після розриву їх роману з Констанцею, Лоренцо Берніні за вимогою самого папи римського взяв шлюб із донькою римського нотаріуса Катериною Тецио. І портрет колишньої коханки став зайвим в домівці скульптора, бо муляв очі молодій дружині Лоренцо Берніні. Долею погруддя (за документами) розпорядився Аннібале Бентівольо.
Через два місяці по смерті Лорецо Берніні був створений опис-інвентар його майна, але там не знайдено відомостей про мармурове погруддя Констанци Бонучеллі. За припущеннями його подарували кардиналу Джованні Карло Медічі. Ще 1646 року його бачили у Флоренції серед творів мистецтва в збірці кардинала. Він міг потрапити до колекцій кардинала від Аннібале Бентівольо, що був родичем Медічі і водночас папським послом у Флоренції.